# Florin Balaban

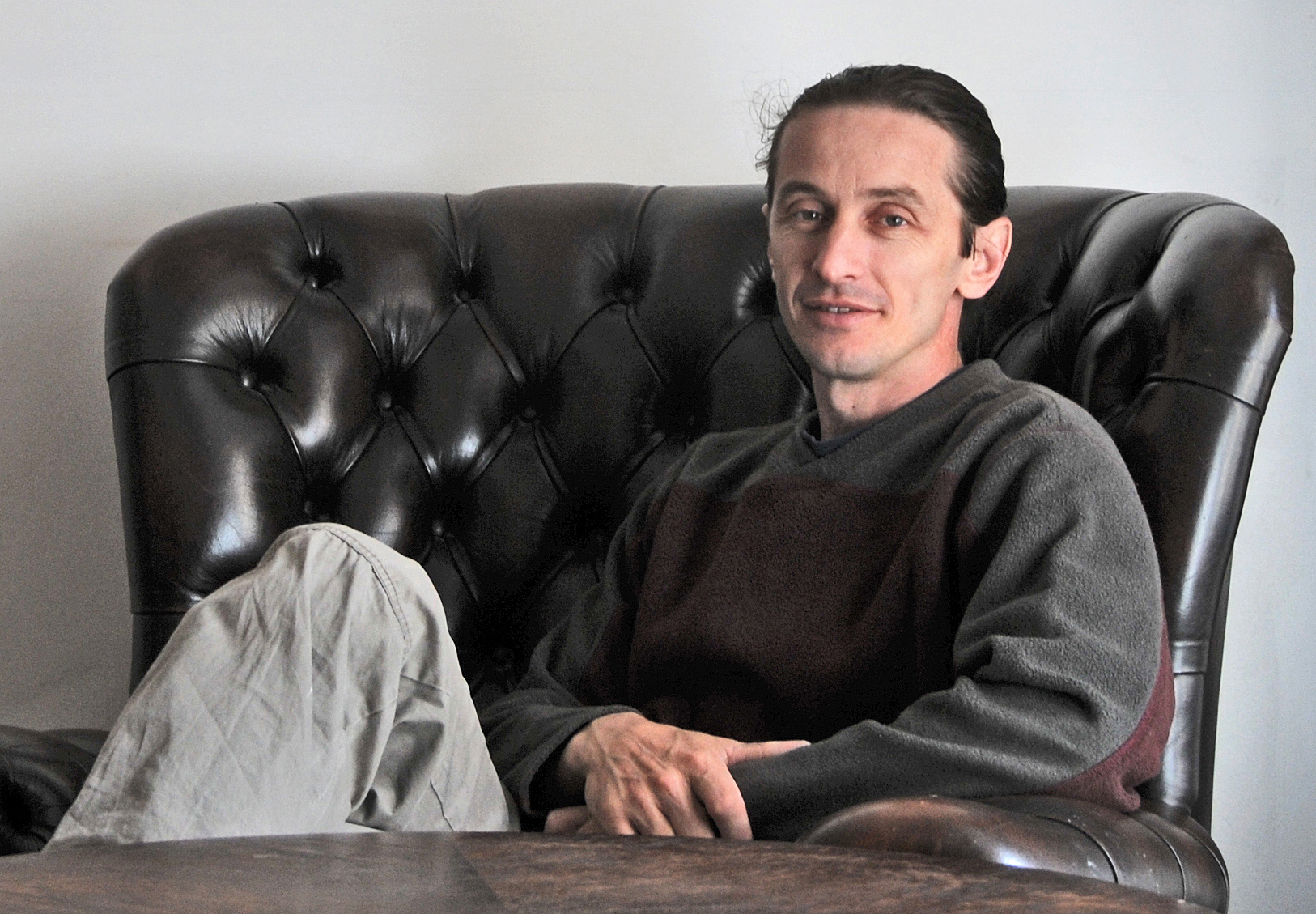
Florin Balaban

Florin Balaban (* 16. August 1968 in Nicorești) ist ein Badmintonspieler, Cartoonist und Maler aus Rumänien.

## Karriere
Balabans erster Gewinn einer nationalen Meisterschaft im Herreneinzel datiert auf das Jahr 1990. Diesen Einzeltitel konnte er im Folgejahr verteidigen. 1992 war er nur im Doppel mit Florentin Banu erfolgreich, wobei ihm sein Doppelpartner den Einzeltitel streitig machte. Ein Jahr später gewann Florin Balaban sowohl den Einzel- als auch den Doppeltitel. 1994 wurde er letztmals rumänischer Meister, und dies erneut mit Florentin Banu im Doppel.
International konnte er sich als bisher einziger Rumäne im Badminton für eine Olympiade qualifizieren. Bei den Olympischen Sommerspielen von 1992 in Barcelona schied er in der 1. Runde gegen Anil Kaul aus Kanada in zwei Sätzen aus und belegte den 33. Platz.
Nach seiner sportlichen Laufbahn begann er eine Karriere als Cartoonist und Maler. Er lebt und arbeitet heute in Luxemburg.

## Werke
Nach méi Elefanten aus der Ronn mit Fränz Colling.